# Pyrgomorpha hemiptera
Pyrgomorpha hemiptera is een rechtvleugelig insect uit de familie Pyrgomorphidae. De wetenschappelijke naam van deze soort is voor het eerst geldig gepubliceerd in 1938 door Uvarov.